# Оксид нептуния(VI)
Оксид нептуния(VI) — бинарное неорганическое соединение
нептуния и кислорода
с формулой NpO3,
тёмно-коричневые кристаллы,
не растворяется в воде,
существует только в виде гидрата.

## Получение
- Окисление озоном раствора нитрата нептуния(V) в расплаве эвтектической смеси нитратов калия и лития при 150 °С. Побочные продукты реакции вымывают водой.

## Физические свойства
Оксид нептуния(VI) образует тёмно-коричневые кристаллы гидрата переменного состава NpO3•xH2O, где x = 1÷2. 
Кристаллогидрат состава NpO3•H2O образует кристаллы
ромбической сингонии,

параметры ячейки a = 0,5607 нм, b = 0,6270 нм, c = 0,9956 нм.
Не растворяется в воде.